# Sociedade da Virtude
Society of Virtue ou Sociedade da Virtude é uma websérie de animação brasileira no estilo de motion comics lançada em 2017 por Ian SBF e o ilustrador Thobias Daneluz. Os episódios tratam de forma cômica paródias de super heróis, histórias em quadrinhos e ficção científica em geral, abordando diversos temas desde a moral ao marketing. Vendo o sucesso inicial da produção começou a produzir também webcomics e edições impressas.

## Histórico
Os primeiros esboços da série foram produzidos no final de 2016, contudo, seu lançamento ocorreu em maio de 2017. A princípio, a série foi criada para o mercado exterior, sendo lançada em língua inglesa , logo em seguida, ganhou um dublagem em língua portuguesa, e em língua espanhola. Durante a Pandemia de COVID-19 , a série entrou em um hiato, em 2023, com a estréia do Adult Swim (Brasil), a série estreou no canal, contando com novos episódios, uma nova temporada foi anunciada na Comic Con Experience.

## Aplicativo
Além dos dois canais do Youtube, os episódios foram disponilizados para download em aplicativo do programa. Compatível com Android e iOS, o app permitia assistir o vídeo uma semana antes e tem conteúdo “webcomic” exclusivo para seus usuários. Até o momento, todo o material é gratuito.

## Histórias em quadrinhos
Em dezembro de 2018, durante a Comic Con Experience, foi lançada a primeira edição impressa intitulada Vigilante Noturno – Black, produzida pelos criadores da série animada, Ian SBF e Thobias Daneluz. Em dezembro de 2024, uma nova edição é lançada no evento, intitulada Sociedade da Virtude, a HQ é um brinde distribuído gratuitamente.

## Especial de Natal
Em 13 de dezembro de 2024, um especial de Natal foi disponilizado no Max e exibido no Adult Swin.

## Ligações Externas
- «Página oficial»
- Sociedade da Virtude no YouTube
- Society of Virtue no YouTube
- Sociedad de la Virtud no YouTube
- Sociedade da Virtude no Facebook
- Sociedade da Virtude no X
- Sociedade da Virtude no Instagram
- Sociedade da Virtude. no IMDb.
- -  Portal do Brasil
  -  Portal da animação
  -  Portal da banda desenhada